# IS12F
ARROWS ES IS12F（アローズ エス あいえす いちにえふ）は、富士通東芝モバイルコミュニケーションズ（富士通ブランド、現・FCNT）によって日本国内向けに開発された、auブランドを展開するKDDIおよび沖縄セルラー電話のISシリーズの一つで、CDMA 1X WIN対応ストレート型スマートフォンである。製造型番はFJI12。

## 概要
同社製東芝ブランドのREGZA Phone IS04/IS04FVの流れを汲んだ極薄モデルである。
スペックは、NTTドコモ向けに同時期に発売されるARROWS μ F-07D（富士通本体製）と同等である。ただし、公式テザリングに対応しない点や搭載アプリ、CPU、外形寸法など一部が異なる。通信方式はCDMA2000 1x／CDMA2000 1xEV-DO MC-Rev.Aに対応している。
富士通ブランドとしては2機種目となるau向けスマートフォンで、有機ELディスプレイを搭載した中堅モデルである。
クアルコム製のCPUであるSnapdragon MSM8655T（クロック周波数：1.4GHz）を採用しており、「サクサクタッチパネル」と称するなめらかで吸い付くようなタッチ感を実現している。
防水性能に対応している。
ディスプレイ面には、非常に傷が付きにくい米コーニング社製のゴリラガラスが採用されている。
富士通東芝製のau向け端末はこの機種より、L800MHz帯（CDMA Bandclass 3/旧800MHz帯/JTACS）エリアには非対応となっている。
au ICカードは、microSIMタイプのもの（micro au ICカード）が用いられる。
本体の奥行きは約6.7mmで、2012年4月現在、au向けスマートフォン中、最も薄い。
卓上ホルダが本機の付属品として同梱。ARROWS Z ISW11F（FJI11）と共通のものを採用している。
2012年1月20日発売のサムスン電子製スマートフォンのGALAXY S II WiMAX ISW11SC（SCI11）、およびLGエレクトロニクス製スマートフォンのOptimus X IS11LG（LGI11）以降に順次発売される機種よりauブランドの新CIロゴデザインが採用および刻印された。そのため、旧来のauブランドのロゴデザイン（au by KDDIロゴ）が刻印された既存のau端末としては本機が最後に発表された端末となった。なお、旧来のauブランドのロゴデザインが刻印され最後に発売されたau端末は、2012年7月に追加発売されたURBANO AFFARE（SOY05）のソリッドシルバーである。
2012年4月1日付で東芝の携帯電話事業撤退により富士通東芝モバイルコミュニケーションズが富士通モバイルコミュニケーションズに社名変更したため、本機種は富士通東芝名義の機種としては最終機種となる。
同じ2011年冬モデルのシャープ製スマートフォンのAQUOS PHONE IS13SH（SHI13）同様、通常モデルの国内メーカー製のauスマートフォンとしては生産数（出荷数）が思いのほか少なく、店頭からは早期に姿を消し、一部の地域では販売できない状態になった。

## 沿革
- 2011年（平成23年）11月21日 - 連邦通信委員会（FCC）を通過[2]。
- 2011年12月5日 - KDDI、および富士通東芝モバイルコミュニケーションズより公式発表。
- 2012年（平成24年）1月7日 - 関東・関西・沖縄地区にて先行発売。
- 2012年1月13日 - 上記以外の残りの地区で発売。
- 2012年1月下旬 - KDDIが提供するフィーチャー・フォンのUI風ユーリティ・ツール「かんたんメニュー」に対応した。
- 2012年4月下旬 - 北海道・関東・北陸・関西・四国・九州地区にて販売終了。
- 2012年6月下旬 - 上記以外の残りの地区で販売終了。
- 2012年8月6日 - 本機に標準でプリセットされている「LISMO Player」のメジャーバージョンアップ（Ver. 2.0→Ver. 3.0）を実施[3]。
- 2022年3月31日 - 同キャリアにおける3Gサービスの完全終了・停波により、当機種はWi-Fi利用時を除き、全て使用不可となる[4][5]。

## プリインストールアプリ
- Skype
- jibe
- Foursquare
- きせかえtouch
- au Smart Sports Run&Walk
- au Smart Sports Karada Manager
- au Smart Sports Fitness
- au one GREE
- au one Brand Garden
- au one ショッピングモール
- au one モバオク
- au one ナビウォーク
- au one 助手席ナビ
- au one ニュースEX
- じぶん銀行
- Twitter for Android
- au災害対策

## 主な機能・サービス
※PC向けWebブラウザが標準装備されておりFlashコンテンツもフル表示可能。携帯向けサイト(EZWeb)は他のスマートフォンやPCと同じく閲覧不可。
| 主な機能・対応サービス                                                  | 主な機能・対応サービス                           | 主な機能・対応サービス              | 主な機能・対応サービス                                             |
| ----------------------------------------------------------------------- | ------------------------------------------------ | ----------------------------------- | ------------------------------------------------------------------ |
| Webブラウザ                                                             | LISMO! for Android メディアプレイヤー LISMO WAVE | おサイフケータイ                    | ワンセグ                                                           |
| au one メール PCメール Gmail EZwebメール                                | デコレーションメール                             | Skype au                            | PCドキュメント                                                     |
| au Smart Sports Run & Walk Karada Manager ゴルフ(web版) Fitness、歩数計 | GPS 方位計                                       | au oneナビウォーク au one助手席ナビ | au one ニュースEX au one GREE                                      |
| かんたんメニュー じぶん銀行                                             | 緊急地震速報                                     | Bluetooth                           | 無線LAN機能 (Wi-Fi) テザリング (Wi-Fi・USB) +WiMAX (モバイルWiMAX) |
| 赤外線通信 (IrDA)                                                       | WIN HIGH SPEED                                   | グローバルパスポート(CDMA・GSM)     | auフェムトセル                                                     |
| microSD microSDHC                                                       | モーションセンサー(6軸)                          | 防水                                | 簡易留守録 着信拒否設定                                            |

- 安心セキュリティパックは、フル対応